# Podagrion hyalinum
Podagrion hyalinum är en stekelart som först beskrevs av Girault 1913.  Podagrion hyalinum ingår i släktet Podagrion och familjen gallglanssteklar. Inga underarter finns listade i Catalogue of Life.